# Schneeglocke
La Schneeglocke (littéralement la « Cloche de Neige ») est un sommet des Alpes rhétiques occidentales, dans le massif du Silvretta, qui se trouve à faible distance de la frontière avec la Suisse qui passe par le sommet voisin du Silvrettahorn. La Schneeglocke appartient administrativement au Vorarlberg (Autriche).

## Géographie

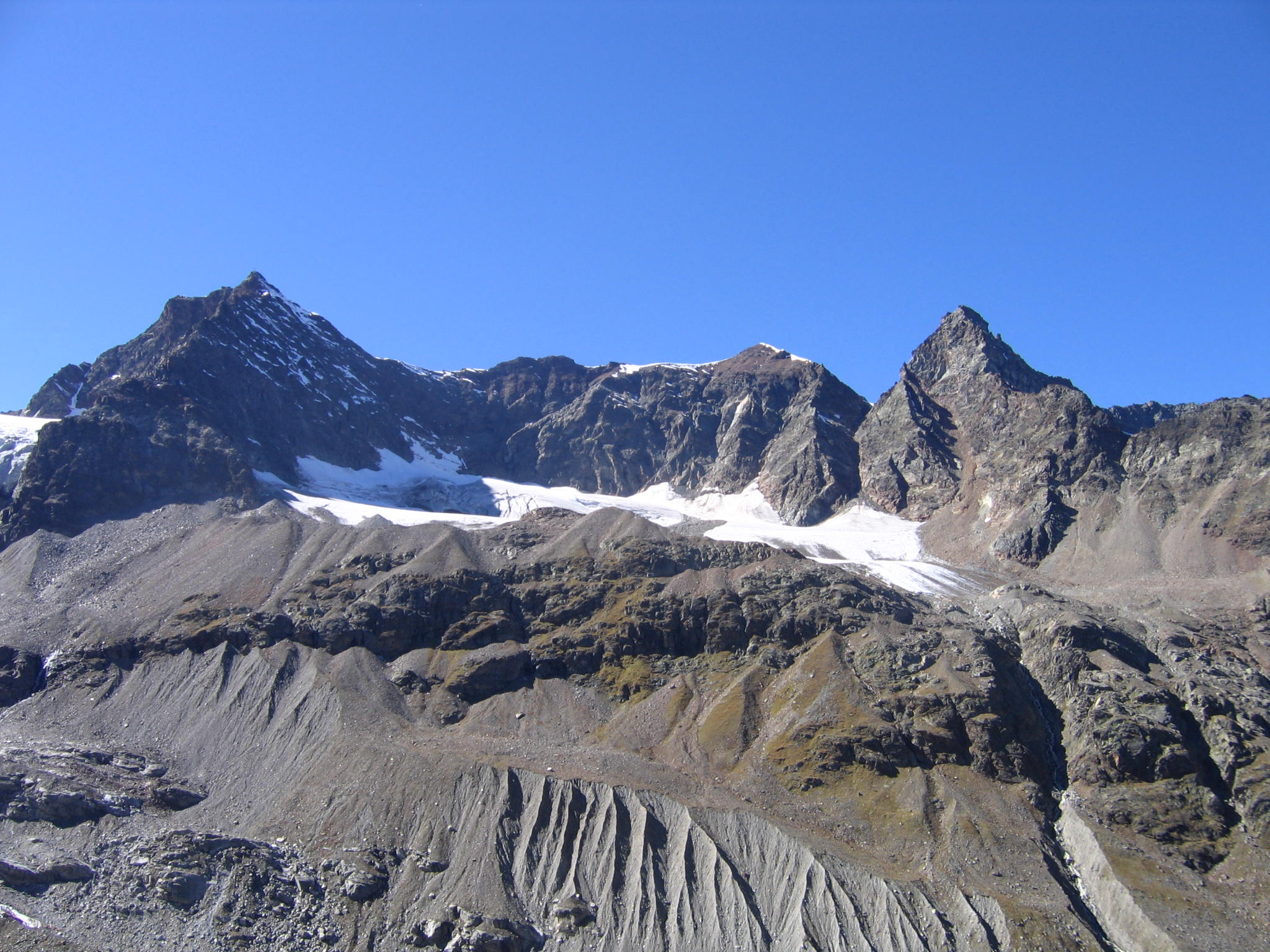
La Schneeglocke entre le Silvrettahorn à gauche et la Schattenspitze à droite. En bas, le glacier de Schneeglocke

En contrebas à l'ouest s'étend le glacier de Klostertal, à l'est celui de la Schneeglocke.
Les pics les plus proches sont le Silvrettahorn (3 244 m) au sud-est, le Rothfluh au sud (3 166 m) et la Schattenspitze au nord (3 202 m).
La voie normale d'accès passe par le Klostertal dont le lac de barrage du Silvretta est le point de sortie. Plus loin se trouve le refuge du Klostertal, d'où l'on peut partir à ski de montagne. À 2 400 mètres, après le lac de barrage, en direction de l'est, se trouve le glacier de Klostertal.